# 佐伯氏
佐伯氏（さえきうじ）は、「佐伯」を氏の名とする氏族。

## 概要
天孫降臨の時に彦火瓊々杵尊を先導した天押日命（あめのおしひのみこと）を祖とし、大伴室屋の時に大伴氏から別れた神別氏族である。王権に仕え、宮廷警備等の任につくようになった後、外敵からの攻撃を「遮（さへ）ぎる者」という意味で「さへき」と呼ばれるようになったとの説がある（歴史的仮名遣では「さへき」、現代仮名遣いでは「さえき」）。訛音として「さいき」（「さゐき」）がある。
中央伴造として佐伯部を率い、宮門警備や武力勢力として朝廷に仕えた。因みに警備を担当した宮門は、氏族名から「佐伯門」と名付けられたが、平安宮では唐風文化の影響から、「さへき」に音通する「藻壁（そうへき）門」と改められた。姓は初め「連」であったが、天武天皇13年（685年）に同族の大伴氏等とともに「宿禰」を賜姓された。主殿寮には殿部の一つとして佐伯部の名が残る。
著名な出身者としては中大兄皇子に従い蘇我入鹿を殺害した佐伯子麻呂、奈良時代から平安時代にかけて官界で活動し、参議・太宰帥を歴任した佐伯今毛人がいる。また武人を多く輩出し、蘇我馬子に従い穴穂部皇子を誅殺した佐伯丹経手（子麻呂の父）、征越後蝦夷将軍の佐伯石湯、征東副将軍の佐伯葛城（石湯の孫）などがいる。
今毛人の他には議政官に登るものもなく、中流貴族からやがて地下官人へと没落していった。戦国時代頃までは伴氏・和気氏・百済王氏とともに、天皇即位の際などに氏爵を受ける氏族とされていた。
佐伯氏を称する地下家には本草学者小野蘭山を輩出した小野家等がある。また画家で岸派を創設した岸駒は有栖川宮家に仕え、佐伯氏を称した。

## 同族

### 佐伯造
佐伯造（-みやつこ）は、『新撰姓氏録』右京神別上に見え、旧姓は「佐伯部」。『日本書紀』によれば、市辺押磐皇子（いちのへのおしはのみこ）の舎人、佐伯部仲子（さへきべのなかちこ）の後裔で、仁賢天皇5年2月5日条に、諸国の佐伯部を集めて管掌させたとある。

### 佐伯首
佐伯首（-おびと）は、『新撰姓氏録』河内国神別に見える。

## 佐伯部
佐伯氏は品部である中央の佐伯部を管掌しており、地方の佐伯部は佐伯直が管掌した 。